# Wendell Scott
Pour les articles homonymes, voir Scott.
Statistiques en NASCAR Cup Series
Dernière mise à jour : 26 mars 2017 
Wendell Oliver Scott est un pilote automobile américain né le 29 août 1921 et mort le 23 décembre 1990 des suites d'un cancer. Il est le premier pilote afro-américain à avoir remporté une course dans la première division de la NASCAR en 1963, et le seul jusqu'en 2021 et la victoire de Darrell Wallace à Talladega.

## Biographie
Originaire de Danville en Virginie, Wendell Scott a commencé à travailler comme chauffeur de taxi. Au sortir de la seconde guerre mondiale, il s'établit comme mécanicien, un métier qu'il a appris dans l'armée. Il arrondit ses fins de mois en pratiquant occasionnellement le trafic d'alcool, ce qui l'amène à travailler ses talents de pilote en tentant d'échapper aux forces de police. Dans la plus pure tradition du stock-car américain (historiquement, les courses de stock-car ont été créées par les trafiquants d'alcool), cette activité l'amène à la course automobile. À partir de 1947, il commence à écumer les circuits de la Virginie et s'affirme au fil des années 1950 comme l'un des tout meilleurs pilotes de la région, au point d'être élu en 1959 Sportif de l'année de Virginie. 
En 1961, alors qu'il est déjà âgé de 39 ans, il accède au championnat de NASCAR Grand National (l'ancêtre de la Sprint Cup Series), le championnat national de stock car aux États-Unis. Malgré des moyens limités, il parvient à s'imposer comme un candidat régulier aux places d'honneur jusqu'à ce qui restera son unique victoire au plus haut niveau, le 1er décembre 1963 sur l'ovale de Jacksonville en Floride. Pourtant, ce jour-là, malgré un succès qui ne souffrait d'aucune contestation, la victoire fut accordée dans un premier temps à Buck Baker, arrivé seulement deuxième. Dans une ville où la ségrégation raciale était particulièrement présente, les officiels voulaient éviter que le trophée du vainqueur (ainsi que la baiser traditionnel de la Miss de beauté locale) ne soit remis à un pilote noir. Ce n'est que quelques jours plus tard que Scott fut officiellement déclaré vainqueur. 
Même s'il ne parviendra jamais à rééditer cette performance, Scott restera jusqu'à la fin de sa carrière en NASCAR Grand National une des valeurs sures du plateau, avec un total de 147 "top ten" en 495 courses, une sixième place au classement final du championnat en 1966 et une neuvième place finale en 1968 et 1969. En 1973, relevé avec plusieurs graves fractures à la suite d'un carambolage général sur l'ovale de Talladega, il est contraint de mettre un terme à sa carrière.

## Divers
- La vie de Wendell Scott a été transposée au cinéma dans le film Greased Lightning (en), réalisé en 1977 par Michael Schultz. Le rôle du pilote était interprété par Richard Pryor.

- Le personnage de Wendell Scott joue un rôle prépondérant dans l'épisode 2 de la saison 2 de la série Timeless intitulé The Darlington 500.

## Référence
- Wendell Scott: the only black to win a Grand National race nascar.com; 8 février 2005